# مجمع لاتران الخامس

Bulla monitorii et declarationis

مجمع لاتران الخامس (1512 - 1517) عقد في كاتدرائية القديس يوحنا اللاتراني في روما ومنها اشتق اسمه. عقد بناءً على دعوة البابا يوليوس الثاني، بهدف مناقشة قضايا إدارية وإصلاحية في حياة الأساقفة والرهبان. رغم معارضة عدد من الكرادلة للدعوة إلى مجمع، إلا أن البابا دعا إليه بعضد من الإمبراطور ماكسيميليان، والملك الفرنسي لويس الثاني عشر. وافتتح رسميًا في 3 مايو بحضور 15 كاردينال وبطريرك، و56 أسقف ورئيس رهبنة، وعدد من سفراء الملوك والأمراء الأوروبيين. بعد وفاة يوليوس الثاني تابع خلفه ليون العاشر المجمع وعقد الدورة الأخيرة منه في 16 مارس 1517. بعد سبعة أشهر فقط من ختام المجمع، أصدر مارتن لوثر القضايا الخمس والتسعون التي بدأ معها الإصلاح البروتستانتي. صدرت عنه عدة وثائق، صادق عليها البابا ليون العاشر في:
- الرقابة المالية على الأموال الكنسيّة، والرقابة عليها، وطرق تأجيرها.
- خلود الروح، ضد بيترو بومبونازي الذي أنكرها، فوسم بالهرطقة.
- بيان في حرية الكنيسة، وكرامة الأساقفة.
- بيان في ترخيص طباعة الكتب، بموافقة الأسقف المحلي.
- بيان في إدانة أجزاء من الإقطاعيات الفرنسية التي سعت لمنع البابوية من ممارسة سلطتها.